# Pim de Kuijer
Pim Wilhelm Leonardus de Kuijer (ur. 13 sierpnia 1981, zm. 17 lipca 2014) – holenderski publicysta i działacz polityczny. Pracował jako lobbysta na rzecz organizacji STOP AIDS NOW!
Był działaczem partii Demokraci 66 i stażystą holenderskich deputowanych do Parlamentu Europejskiego: Lousewies van der Laan i Emine Bozkurt. W 2012 r., był kandydatem tej partii w wyborach parlamentarnych, a także członkiem zarządu fundacji D66. Podczas wyborów na Ukrainie w latach 2006 i 2007, był jednym z międzynarodowych obserwatorów. Pracował jako lobbysta na rzecz organizacji STOP AIDS NOW!, Aids Fonds i SOA Aids Nederland.
Zginął w katastrofie lotu Malaysia Airlines 17 w dniu 17 lipca 2014 r., lecąc w charakterze delegata na 20. Międzynarodową Konferencję AIDS w Melbourne, w Australii.